# شهرستان الکحلا
شهرستان الکحلا (به عربی: قضاء الكحلاء) یک شهرستان‌های عراق در عراق است که در استان میسان واقع شده‌است.